# Діогенес Луна
Діогенес Луна Мартінес (ісп. Diógenes Luna Martínez, нар. 1 травня 1977, Гуантанамо) — кубинський боксер, бронзовий призер Олімпійських ігор 2000, чемпіон світу (2001).

## Спортивна кар'єра
1998 року Луна став переможцем на Іграх Центральної Америки і Карибського басейну.
1999 року на Панамериканських іграх здобув бронзову медаль, програвши в півфіналі майбутньому переможцю Віктору Хуго Кастро (Аргентина).
На Олімпійських іграх 2000 здобув бронзову медаль.
- переміг Віллі Блена (Франція) — 25-14
- достроково переміг Салеха Абделбарі Максуда (Єгипет)
- у півфіналі програв Рікардо Вільямсу (США) — 41-42

На чемпіонаті світу 2001 став чемпіоном, здобувши чотири дострокових перемоги у п'яти боях, в тому числі над Юрієм Золотовим (Україна) у півфіналі та над Димитром Щиляновим (Болгарія) у фіналі.
На чемпіонаті світу 2003 в категорії до 64 кг після двох перемог Луна зазнав поразки у чвертьфіналі від Віллі Блена — 29-47.